# Itō Hirobumi
Itō Hirobumi (伊藤 博文 (Y Đằng Bác Văn) Itō Hirobumi) (16 tháng 10 năm 1841 – 26 tháng 10 năm 1909, cũng được gọi là Hirofumi/Hakubun và Shunsuke thời trẻ) là một chính khách người Nhật, Toàn quyền Triều Tiên, bốn lần là Thủ tướng Nhật Bản (thứ 1, 5, 7 và 10) và là một nguyên lão. Itō bị ám sát bởi An Trọng Căn, một nhà cách mạng Triều Tiên chống lại sự sáp nhập Triều Tiên vào Đế quốc Nhật Bản. Trớ trêu thay, cái chết của Itō đã làm đẩy nhanh quá trình cuối cùng của việc chinh phục Triều Tiên.
Là một samurai được đào tạo ở London của Miền Chōshū và là nhân vật trung tâm trong Phục hồi Minh Trị, Itō Hirobumi đã chủ trì văn phòng soạn thảo Hiến pháp cho chính quyền mới thành lập. Đế quốc Nhật Bản. Nhìn vào phương Tây để lấy cảm hứng, Itō cũng bác bỏ Hiến pháp Hoa Kỳ tự do và Phục hồi Tây Ban Nha cũng vậy chuyên quyền. Thay vào đó, ông dựa trên các mô hình của Anh và Đức, đặc biệt là Hiến pháp Phổ năm 1850. Không hài lòng với sự phổ biến của Cơ đốc giáo trong tiền lệ pháp lý châu Âu, ông đã thay thế những tài liệu tham khảo tôn giáo như vậy bằng những tài liệu tham khảo bắt nguồn từ khái niệm truyền thống hơn của Nhật Bản về một kokutai hay "chính thể quốc gia" do đó đã trở thành sự biện minh hợp hiến cho quyền lực của đế quốc.
Trong những năm 1880, Itō nổi lên như nhân vật hàng đầu trong chính quyền Minh Trị. Đến năm 1885, ông trở thành Thủ tướng đầu tiên của Nhật Bản, vị trí mà ông đã giữ bốn lần (qua đó khiến nhiệm kỳ của ông trở thành một trong dài nhất trong lịch sử Nhật Bản). Ngay cả khi không còn giữ chức vụ người đứng đầu chính phủ của quốc gia, ông vẫn tiếp tục có ảnh hưởng to lớn đối với các chính sách của Nhật Bản với tư cách là cố vấn thường trực của đế quốc, hay genkun, và Chủ tịch Hội đồng cơ mật. Là một người trung thành với Chủ nghĩa quân chủ, Itō ủng hộ một bộ máy quan liêu lớn, toàn năng, chỉ trả lời cho Thiên hoàng và phản đối việc thành lập đảng chính trị. Nhiệm kỳ thủ tướng thứ ba của ông kết thúc vào năm 1898 do phe đối lập sáp nhập vào đảng Kenseitō  (Đồng chí hội), thúc đẩy ông thành lập đảng Rikken Seiyūkai để chống lại sự trỗi dậy của đảng này. Năm 1901, ông từ chức chức vụ thứ tư và cũng là chức vụ cuối cùng do quá mệt mỏi với chính trị đảng phái.
Trên trường thế giới, Itō chủ trì một chính sách đối ngoại đầy tham vọng. Ông tăng cường quan hệ ngoại giao với các cường quốc phương Tây bao gồm Đức, Hoa Kỳ và đặc biệt Liên hiệp Hoa Kỳ Vương quốc Anh. Ở châu Á, ông giám sát Chiến tranh Trung-Nhật lần thứ nhất và đàm phán về việc đầu hàng nhà Thanh của Trung Quốc theo các điều khoản có lợi tích cực cho Nhật Bản, bao gồm cả Đài Loan và giải phóng Triều Tiên khỏi Hệ thống triều cống của Hoàng gia Trung Quốc. Trong khi mở rộng yêu sách của đất nước mình ở châu Á, Itō tìm cách tránh xung đột với Đế quốc Nga thông qua chính sách Man-Kan kōkan - đề xuất Mãn Châu đầu hàng trước phạm vi ảnh hưởng của Nga để đổi lấy để công nhận quyền bá chủ của Nhật Bản tại Hàn Quốc. Tuy nhiên, trong chuyến thăm ngoại giao tới Saint Petersburg vào tháng 11 năm 1901, Itō nhận thấy chính quyền Nga hoàn toàn không chấp nhận những điều khoản như vậy. Do đó, thủ tướng đương nhiệm của Nhật Bản, Katsura Tarō, đã quyết định từ bỏ việc theo đuổi Man-Kan kōkan, dẫn đến căng thẳng leo thang lên đến đỉnh điểm là Chiến tranh Nga-Nhật.
Sau khi quân Nhật giành chiến thắng trước Nga, Hiệp ước Nhật–Hàn năm 1905 sau đó đã biến Itō trở thành Tổng thường trú người Nhật đầu tiên của Hàn Quốc. Ông đồng ý sáp nhập toàn bộ Triều Tiên trước áp lực từ Quân đội Đế quốc ngày càng hùng mạnh. Ngay sau đó, ông từ chức Tổng thường trú vào năm 1909 và một lần nữa đảm nhận chức vụ Chủ tịch Hội đồng Cơ mật Hoàng gia. Bốn tháng sau, Itō bị ám sát bởi nhà hoạt động độc lập Hàn Quốc và chủ nghĩa dân tộc An Trọng Căn tại Cáp Nhĩ Tân, Mãn Châu. Quá trình sáp nhập được chính thức hóa bằng một hiệp ước khác năm 1910 đưa Triều Tiên dưới sự cai trị của Nhật, vào năm sau khi Itō qua đời. luật của chính trị gia, trí thức và tác giả Suematsu Kenchō.

## Những năm đầu đời

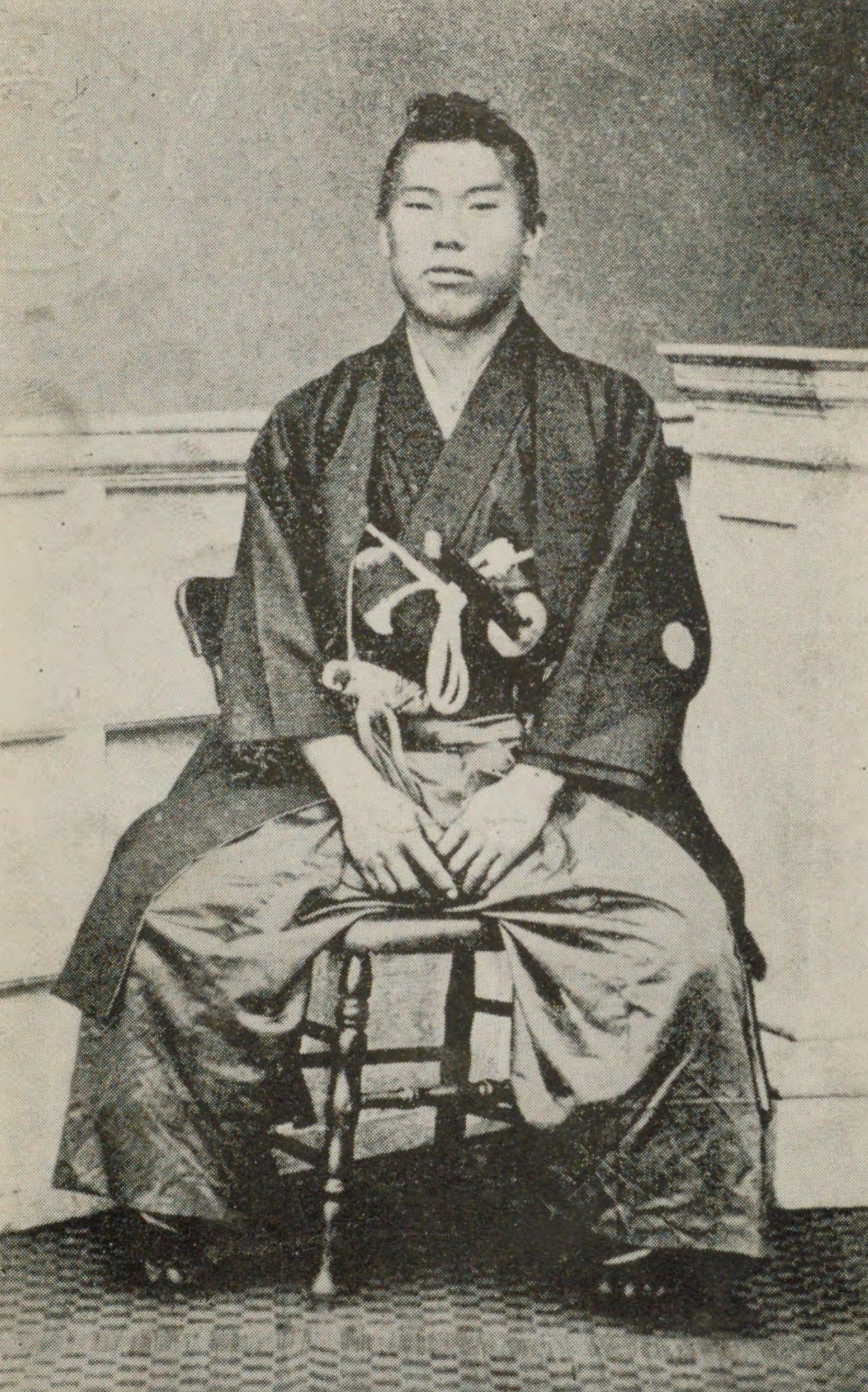
Itō Hirobumi năm 1863 khi còn là một samurai trẻ tuổi

Hayashi Risuke (林利助) sinh ngày 16 tháng 10 năm 1841, tại Tsukari, Kumage, Tỉnh Suō (ngày nay Hikari, Quận Yamaguchi), con trai cả của nông dân Hayashi Jūzō (林十蔵 - Lâm Thập Tạng), một samurai thuộc tầng lớp thấp từ Hagi, phiên Chōshū (長州 Trường Châu) (hiện nay thuộc tỉnh Yamaguchi) và vợ Kotoko. Sau khi cha ông phá sản và rời đến Hagi, Yamaguchi vào năm 1846, ông đến sống tại nhà của cha mẹ mình. Năm 1849, Jūzō mời cả gia đình đến Hagi và gia đình đoàn tụ. Ở đó Risuke vào trường của Kubo Gorō Saemon. Vì gia đình nghèo nên khi Risuke 12 tuổi, Jūzō được người hầu samurai Mizui Buhē nhận nuôi. Năm 1854, Mizui Buhē được nhận nuôi bởi samurai lính bộ binh (ashigaru) Itō Yaemon đến từ Aihata, Saba. Mizui Buhē được đổi tên thành Itō Naoemon, Jūzō lấy tên Itō Jūzō, và Hayashi Risuke lúc đầu được đổi tên thành Itō Shunsuke, sau đó là Itō Hirobumi. Những việc nhận con nuôi này đã cho phép cả Hirobumi và cha anh là Jūzō thăng lên tầng lớp samurai và trở thành ashigaru. Jūzō là con trai ruột của Hayashi Sukezaemon (林助左衛門), hậu duệ thế hệ thứ 5 của Hayashi Nobuyoshi (林信吉), người từng là thành viên của Gia tộc Hayashi của Owari (尾張林氏). Ông theo học Yoshida Shoin (吉田松陰 - Cát Điền Tùng Am) tại Shoka Sonjuku và sau này gia nhập phong trào Sonnō joi (尊皇攘夷 - Tôn Hoàng Nhương Di), cùng với Kido Takayoshi (木戸孝允 - Mộc Hộ Hiếu Doãn). Itō được chọn là một trong nhóm Chōshū ngũ kiệt học tập tại Đại học London vào năm 1863, và kinh nghiệm của ông ở Anh đã làm ông vững tin sự cần thiết phải đi theo con đường của phương Tây của Nhật Bản.
Vào năm 1864, Itō quay lại Nhật Bản cùng với bạn học là Inoue Kaoru, cố gắng khuyến cáo phiên tộc Chōshū không nên gây chiến với các thế lực nước ngoài (Trận đánh bom Shimonoseki) về quyền được đi qua Eo biển Shimonoseki. Vào lúc đó, ông gặp Ernest Satow lần đầu tiên, sau này trở thành một người bạn lâu năm.

## Sự nghiệp chính trị

Ảnh chụp Itō (thứ hai từ phải sang) cùng với các thành viên khác của Sứ tiết Iwakura

Sau cuộc Cải cách Minh Trị, Itō được phong chức tỉnh trưởng tỉnh Hyōgo, tư vấn trẻ tuổi cho Bộ Ngoại giao, và được gửi sang Hoa Kỳ vào năm 1870 để học hỏi hệ thống tiền tệ của phương Tây. Quay trở lại Nhật Bản vào năm 1871, ông thiết lập hệ thống thuế cho Nhật. Cũng trong cuối năm đó, ông được gửi đi cùng với phái đoàn Iwakura vòng quan thế giới với tư cách phó đoàn, trong chuyến đi này ông đã lấy được lòng tin của Okubo Toshimichi.
Vào năm 1873, Itō trở thành cố vấn chính thức, Bộ trưởng Bộ Công chính, và vào năm 1875 là chủ tịch của Hội đồng các tỉnh trưởng. Sau khi Okubo bị ám sát, ông nắm giữ chức vụ Bộ trưởng Bộ Nội vụ và nắm chắc một vị trí trung tâm trong nhà nước Minh Trị. Vào năm 1881 ông buộc Okuma Shigenobu từ chức để nắm toàn bộ quyền hành.
Itō đi đến châu Âu vào năm 1882 để học hỏi hiến pháp của các nước này, đi vắng khỏi Nhật trong gần 18 tháng. Trong khi viết ra một bản hiến pháp cho Nhật Bản, ông cũng viết nên Luật dân sự hoàng gia đầu tiên và thiết lập hệ thống nghị viện quý tộc Nhật Bản (kazoku) vào năm 1884.
Vào năm 1885, ông thương thuyết Hòa ước Thiên Tân với Lý Hồng Chương, bình thường hóa quan hệ ngoại giao với triều đình nhà Thanh của Trung Quốc. Năm đó ông cũng tạo ra hệ thống chính phủ đầu tiên của Nhật Bản.

## Thủ tướng Nhật Bản

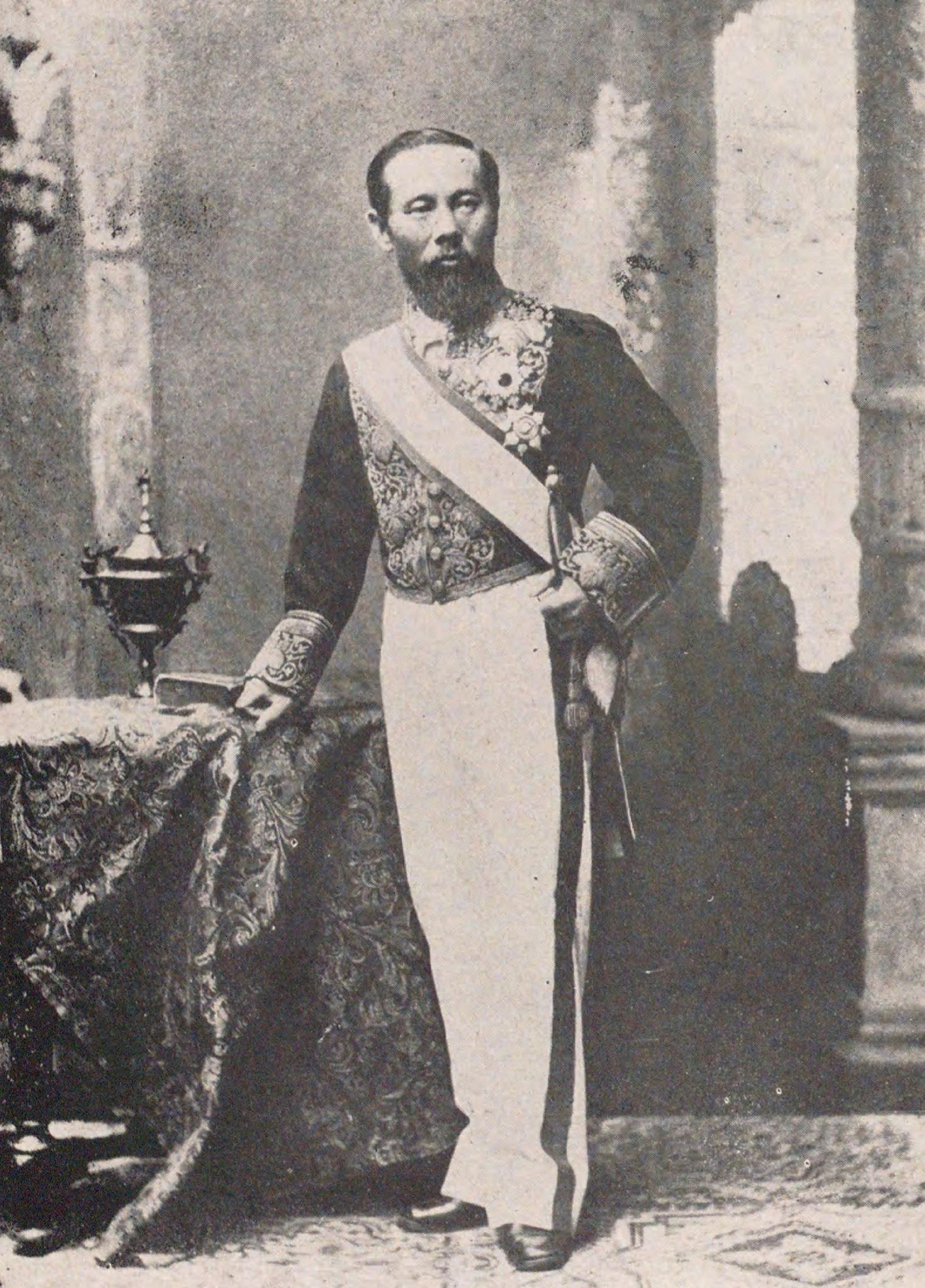
Itō Hirobumi khi làm thủ tướng (khoảng những năm 1880)

Cũng vào năm 1885, dựa trên các ý tưởng của châu Âu, Itō thiết lập một hệ thống chính phủ, thay thế Daijō-kan như là một cơ quan nhà nước đưa ra các quyết định, và vào 22 tháng 12 năm 1885, ông trở thành Thủ tướng Nhật Bản đầu tiên biến Nhật Bản trở thành quốc gia Quân chủ Lập hiến đầu tiên tại Châu Á. Nội các Ito đầu tiên đã nỗ lực thành lập các thể chế chuẩn bị cho việc ban hành Hiến pháp, và vào tháng 2 năm 1886 đã thành lập một hệ thống chính phủ cho từng bộ, và vào tháng 3, Đại học Hoàng gia (nay là Đại học Tokyo) được thành lập, và vào tháng 3 năm sau, một hiệp hội học thuật quốc gia được thành lập và hỗ trợ nó. Mặt khác, Inoue Kaoru được bổ nhiệm làm Bộ trưởng Bộ Ngoại giao và được giao trách nhiệm sửa đổi hiệp ước, nhưng sửa đổi do Inoue đề xuất bao gồm việc bổ nhiệm thẩm phán nước ngoài, dẫn đến vấn đề bổ nhiệm quan chức tư pháp nước ngoài, dẫn đến tình trạng Vào tháng 7 năm 1887, một cuộc họp sửa đổi nhằm vào nước ngoài đã bị hủy bỏ, và Inoue Kaoru từ chức vào tháng 9, dẫn đến thất bại. Vào tháng 6 cùng năm, ông bắt đầu nghiên cứu dự thảo hiến pháp với Ito Miyoji, Inoue Tsuyoshi, Kaneko Kentaro và những người khác ở Tsushima.
Vào 30 tháng 4 năm 1888, Itō từ chức thủ tướng để nhậm chức Chủ tịch Hội đồng Cơ mật, nhưng lại đứng đầu một Cơ mật viện để nắm quyền lực đằng sau hậu trường. Vào năm 1889, ông cũng trở thành nguyên lão đầu tiên. Bản Hiến pháp Minh Trị được thông qua vào tháng 2 năm 1889.
Ông vẫn là một người có nhiều thế lực trong khi Kuroda Kiyotaka và Yamagata Aritomo, các đối thủ chính trị của ông, là thủ tướng.
Trong suốt nhiệm kì thủ tướng thứ hai của Itō (8 tháng 8 năm 1892 – 31 tháng 8 năm 1896), ông ủng hộ Chiến tranh Thanh-Nhật và thương lượng Hòa ước Shimonoseki vào tháng 3 năm 1895 với ngoại trưởng Mutsu Munemitsu đang lâm bệnh. Trong Hòa ước Thương mại và hàng hải Anh - Nhật vào năm 1894, ông đã thành công trong việc gỡ bỏ một số điều khoản không bình đẳng đã làm suy yếu quan hệ ngoại giao của Nhật kể từ đầu thời kì Minh Trị.
Trong suốt nhiệm kì thứ 3 làm thủ tướng (12 tháng 1 năm 1898 – 30 tháng 6 năm 1899), Itō đã gặp nhiều vấn đề trong chính trị giữa các đảng. Cả hai ông Jiyuto và Shimpoto đều chống lại luật thuế đất đai mới ban hành của ông, và để trả đũa, Itō giải tán Quốc hội và kêu gọi một cuộc bầu cử mới. Kết quả, cả hai đảng sáp nhập lại thành Kenseito, chiếm đa số ghế trong quốc hội, và buộc Itō phải từ chức. Bài học đó dạy cho Itō nhu cầu phải thành lập một đảng chính trị ủng hộ nhà nước, và do đó ông tổ chức thành lập Rikken Seiyukai vào năm 1900.
Itō đắc cử thủ tướng nhiệm kì thứ 4 từ 19 tháng 10 năm 1900 - 10 tháng 5 năm 1901, lần này thì phải đương đầu với sự đối lập về chính trị từ Thượng viện Nhật. Lo lắng sẽ bị đâm sau lưng về mặt chính trị, ông từ chức vào năm 1901, nhưng vẫn giữ vai trò lãnh đạo Cơ mật viện khi chức thủ tướng luân phiên thay đổi giữa Saionji Kinmochi và Katsura Taro.

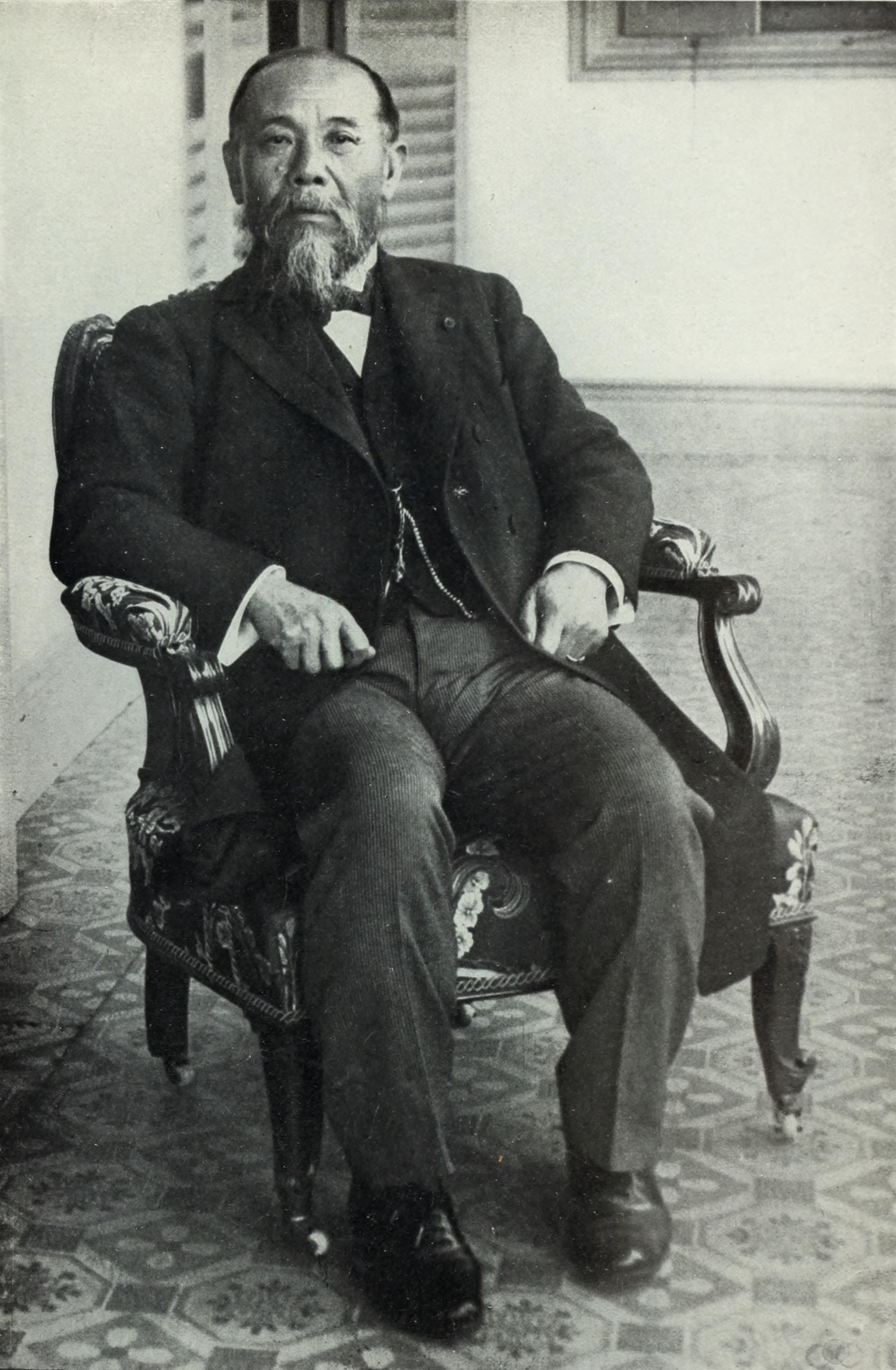
Itō trong những năm cuối sự nghiệp chính trị của mình

## Toàn quyền Triều Tiên

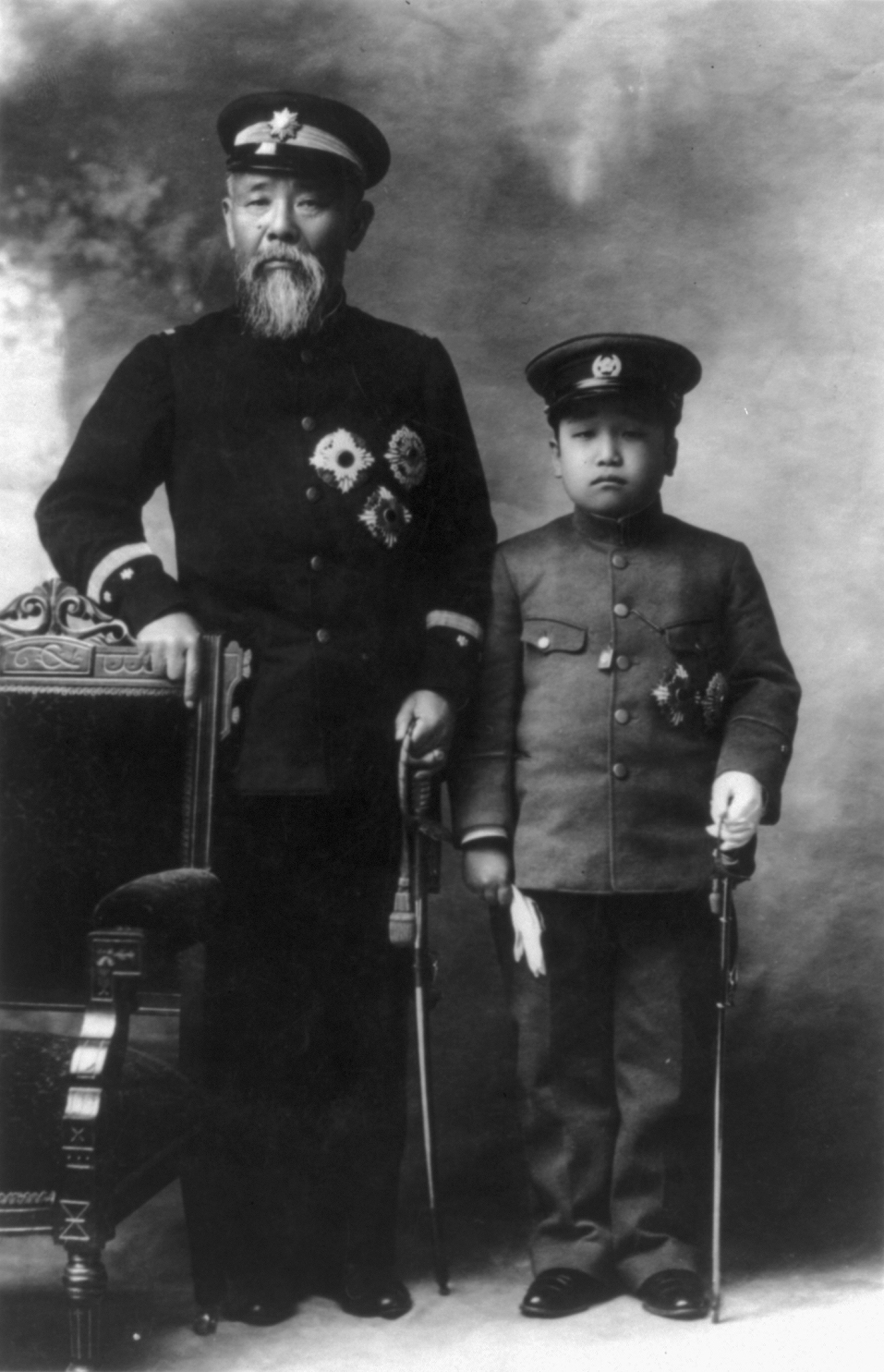
Hoàng tử Itō và Thái tử Triều Tiên Lý Ngân

Vào ngày 9 tháng 11 năm 1905, sau Chiến tranh Nga-Nhật, Itō đến Hanseong và đưa một lá thư của Hoàng đế Nhật Bản cho Gojong, Hoàng đế Hàn Quốc, hỏi ông ấy ký Hiệp ước bảo hộ Nhật–Hàn, biến Hàn Quốc thành bảo hộ của Nhật Bản. Vào ngày 15 tháng 11 năm 1905, ông ra lệnh cho quân Nhật bao vây cung điện hoàng gia Hàn Quốc.
Vào ngày 17 tháng 11 năm 1905, theo sau Chiến tranh Nga-Nhật Itō và Nguyên soái Nhật Bản Hasegawa Yoshimichi bước vào Hội trường Jungmyeongjeon, một tòa nhà do Nga thiết kế từng là một phần của Cung điện Deoksu, để thuyết phục Gojong phê chuẩn hiệp ước, nhưng Thiên hoàng từ chối .Itō sau đó gây áp lực cho các bộ trưởng của Hoàng đế với ngụ ý và sau đó tuyên bố đe dọa gây tổn hại cơ thể để ký hiệp ước. Năm bộ trưởng đã ký một thỏa thuận đã được Itō chuẩn bị ở Jungmyeongjeon. Hiệp định đã trao cho Đế quốc Nhật Bản hoàn toàn chịu trách nhiệm về các vấn đề đối ngoại của Hàn Quốc, và đặt mọi hoạt động thương mại qua các cảng của Hàn Quốc dưới sự giám sát của Đế quốc Nhật Bản.
Nhà nước Triều Tiên đã ký Hòa ước Ất Tỵ, làm Nhật trở thành nước bảo hộ của Triều Tiên. Itō trở thành Toàn quyền Triều Tiên đầu tiên vào 21 tháng 12 năm 1905. Ông buộc Triều Tiên Cao Tông phải thoái vị vào năm 1907 để Triều Tiên Thuần Tông lên thay, và thúc đẩy thông qua Hòa ước sáp nhập Nhật-Triều Tiên năm 1907, để Nhật có thể điều khiển toàn bộ nội vụ của Triều Tiên. Mặc cho sự nhiệt tình của ông trong vụ sáp nhập này, đối thủ chính trị của ông, Lục quân Đế quốc Nhật Bản do Yamagata Aritomo lãnh đạo, đã cho là ông làm trì hoãn việc chinh phục thuộc địa Triều Tiên, do đó Itō phải từ chức vào 14 tháng 6 năm 1909.

## Bị ám sát

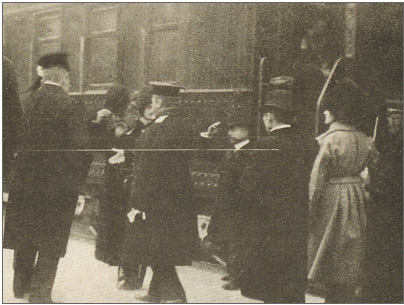
Hình ảnh cuối cùng của Itō khi đến ga Cáp Nhĩ Tân ngay trước vụ ám sát ngày 26 tháng 10 năm 1909

Itō Hirobumi đã đến Cáp Nhĩ Tân, Trung Quốc vào sáng ngày 26 tháng 10 năm 1909 để gặp Bộ trưởng Tài chính Nga Vladimir Kokovtsev. Trong lúc Itō đang chờ ông Kokovtsev đến, An Trọng Căn, một nhà cách mạng Triều Tiên, đã nhanh chóng xuất hiện và rút súng bắn 7 phát đạn vào người ông từ phía sau lưng. Cựu Thủ tướng Itō đã chết ngay sau đó. An Trọng Căn ngay lập tức bị bắt, ba đồng phạm của An là U Deok-sun, Cao Do-seon và Liu Dong-ha cũng bị chính quyền Nga bắt giữ. An Trọng Căn sau đó đã liệt kê "15 lý do tại sao Itō nên bị giết" tại phiên tòa xét xử mình. Chính phủ Nhật Bản chuyển họ đến Tòa án quận của Thống đốc Kanto, vào ngày 14 tháng 2 năm 1910, An bị kết án tử hình bằng cách treo cổ, Yu lĩnh án hai năm tù, Cao và Liu lĩnh án một năm sáu tháng tù vì tội giết người và tội chống lại Chính quyền Đế quốc Nhật Bản.
Sau khi bị bắn, Itō được cho là đã hét lên: "Tôi bị bắn ba phát. Người còn lại là ai?" Yasu bị quan chức Nga bắt giữ ngay tại chỗ. Itō đã có vài cuộc trò chuyện với các trợ lý của mình trong 30 phút trước khi chết, nhưng khi được thông báo rằng người bắn hung thủ là người Triều Tiên, ông nói: "Đồ ngốc, anh đã bắn tôi". Người ta cho rằng ông Itō đã lẩm bẩm. Ngoài ra, theo câu chuyện của cháu trai Itō, Itō Mitsu, ông đã hỏi: "Điều đó không tốt cho tôi. Có người khác bị thương à?" Khi biết Mori Goenan cũng bị tổn thương, ông hỏi: "Mori có bị thương không?" Đây là những lời nói cuối cùng của Itō. Cựu Thủ tướng Itō Hirobumi qua đời ngay sau đó do bị trúng 3 phát đạn ở lưng, hưởng thọ 68 tuổi. Thi thể của Itō sau đó đã được đưa về Nhật Bản trên tàu tuần dương Hải quân Đế quốc Nhật Bản Akitsushima, và một lễ quốc tang được tổ chức dành cho ông vào ngày 4 tháng 11 năm 1909 tại công viên Hibiya.

## Giả thuyết
Nếu không bị ám sát, Ito có thể vẫn theo quân Đồng minh và đưa Chiến tranh thế giới thứ nhất đến kết thúc với phần thắng nghiêng về Liên quân Mỹ-Anh-Nga-Nhật, còn Triều Tiên vẫn là đất của Nhật Bản. Phim Lost Memories 2009 do Hàn Quốc sản xuất dựa trên giả thuyết này.